# یسه یورونن
یسه یورونن (فنلاندی: Jesse Joronen؛ زادهٔ ۲۱ مارس ۱۹۹۳) بازیکن فوتبال اهل فنلاند است.
از باشگاه‌هایی که در آن بازی کرده‌است می‌توان به باشگاه فوتبال آکرینگتون استنلی، باشگاه فوتبال فولام، باشگاه فوتبال برشا، باشگاه فوتبال کپنهاگن، باشگاه فوتبال کمبریج یونایتد، باشگاه فوتبال میدنهد یونایتد، و باشگاه فوتبال استیونج اشاره کرد.
وی همچنین در تیم‌های ملی فوتبال زیر ۲۱ سال فنلاند، و فنلاند بازی کرده‌است.